# أندريه جاردير
أندريه جاردير (8 مايو 1913 – 16 فبراير 1977) هو مبارز بالسيف فرنسي راحل، مثّل بلاده في الألعاب الأولمبية الصيفية 1936.

## روابط خارجية
أندريه جاردير على موقع اللجنة الأولمبية الدولية (الإنجليزية)
- أندريه جاردير على موقع أوليمبيديا (الإنجليزية)